# Bradley Beal
Bradley Emmanuel Beal (ur. 28 czerwca 1993 w Saint Louis, w Missouri) – amerykański zawodowy koszykarz, występujący na pozycji rzucającego obrońcy, od 2023 zawodnik Phoenix Suns.

## Szkoła średnia
Beal uczęszczał do Chaminade College Preparatory School w Saint Louis, w stanie Missouri. W 2010 wystąpił na Mistrzostwach Świata w Koszykówce do lat 17 w barwach USA, zdobywając złoty medal. Rzucał na tym turnieju średnio 18.3 punktu na mecz. Podczas ostatniego roku w szkole średniej notował średnio 32.5 punktu, 5.7 zbiórki i 2.8 asysty na mecz. Na koniec rozgrywek dostał nagrodę Mr. Show-Me Basketball, która była przyznawana najlepszemu zawodnikowi na poziomie szkół średnich w Missouri. Dostał też nagrodę sponsorowaną przez firmę Gatorade dla najlepszego zawodnika kraju.
W 2011 wystąpił w meczu wschodzących gwiazd - Nike Hoop Summit oraz McDonald’s All-American.

## College
30 listopada 2009, zdecydował się, że zagra w barwach Uniwersytetu Floryda. W swoim debiucie zdobył 14 punktów. Już 28 listopada 2011 został wybrany najlepszym pierwszoroczniakiem tygodnia w konferencji SEC. Notował wtedy średnio 8.5 punktu, 7 zbiórek, 2 asysty i 1.5 przechwytu na mecz. Do końca sezonu jeszcze pięciokrotnie otrzymywał tę nagrodę, a po sezonie został wybrany do pierwszej piątki debiutantów konferencji SEC, a także pierwszej piątki bez podziału na staż gry na uczelni. Swój jedyny sezon zakończył jako lider strzelecki drużyny ze średnią 14.8 punktu na mecz.

## Kariera zawodowa

### Sezon 2012/13
13 kwietnia 2012 Beal ogłosił, że rezygnuje z dalszej gry na uczelni i zgłosił się do draftu NBA. 28 czerwca Beal został wybrany w drafcie z trzecim numerem przez Washington Wizards. Zdecydował się na grę z numerem 3 na koszulce, bo dorastał jako fan Allena Iversona.
Dzięki dobrej grze zdobył nagrody dla najlepszego debiutanta konferencji wschodniej w grudniu 2012 i styczniu 2013. 4 stycznia 2013 w meczu przeciwko Brooklyn Nets ustanowił swój rekord życiowy, zdobywając 24 punkty. Trafił też wtedy ważny rzut za 3 punkty w końcówce meczu, który doprowadził do dogrywki. W niej lepsi okazali się jednak Nets. 16 stycznia w meczu przeciwko Sacramento Kings trafił rekordowe w karierze 6 rzutów za 3 punkty, ale jego drużyna przegrała. 11 lutego 2013 pobił rekord w punktach, rzucając 28 w zwycięstwie nad Milwaukee Bucks. 1 marca w spotkaniu z New York Knicks udało mu się kolejny raz poprawić ten wynik. Tym razem rzucił 29 punktów, ale Wizards przegrali.
Zagrał w meczu Rising Stars podczas weekendu gwiazd. 3 kwietnia 2013 poinformowano, że Beal z powodu kontuzji nogi nie zagra do końca sezonu zasadniczego. Po sezonie został wybrany do pierwszej piątki debiutantów i zajął trzecie miejsce w głosowaniu na najlepszego pierwszoroczniaka roku.
24 czerwca 2023 został wytransferowany do Phoenix Suns.

## Osiągnięcia

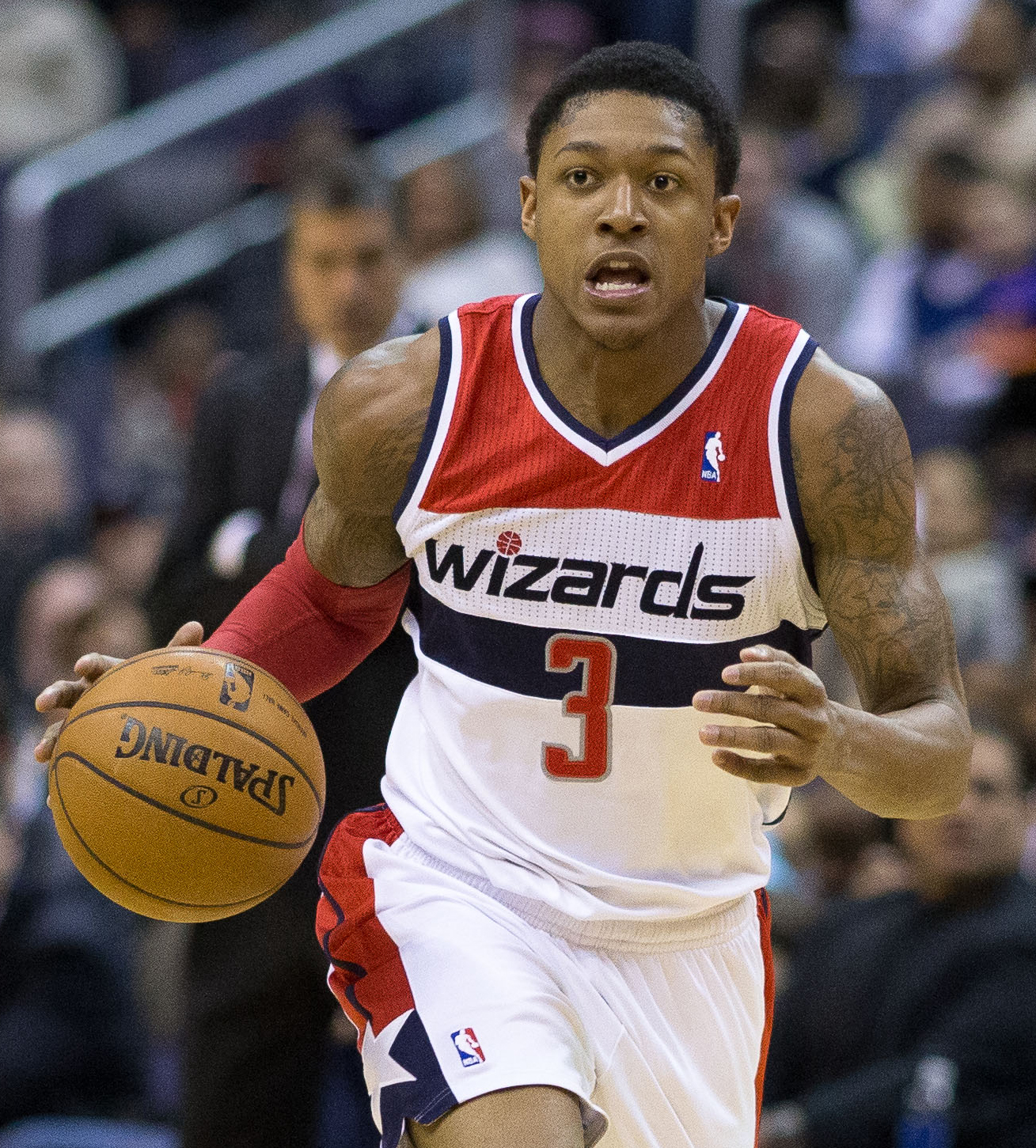
Beal w 2013.

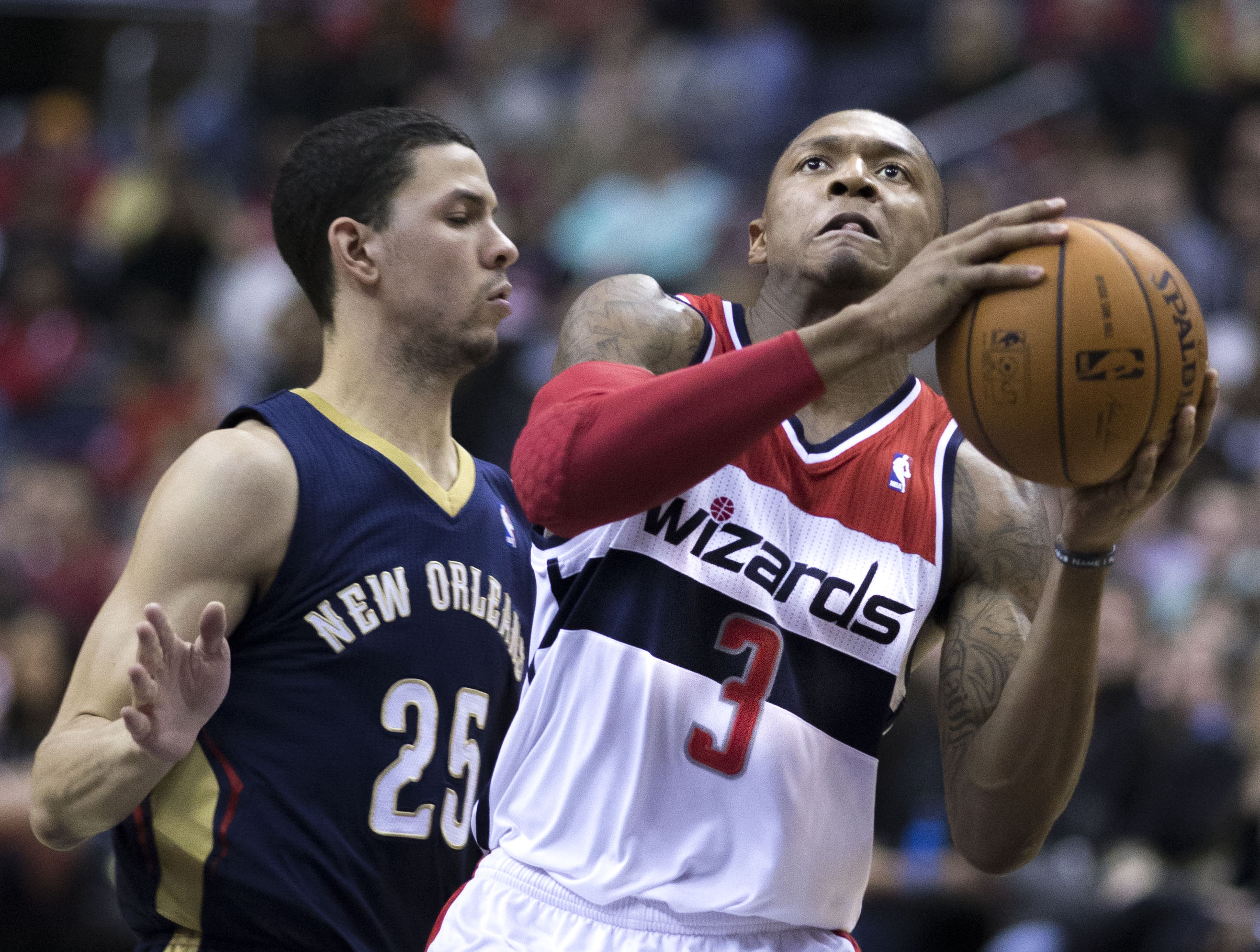
Podczas konfrontacji z New Orleans Pelicans (po lewej Austin Rivers - 2014).

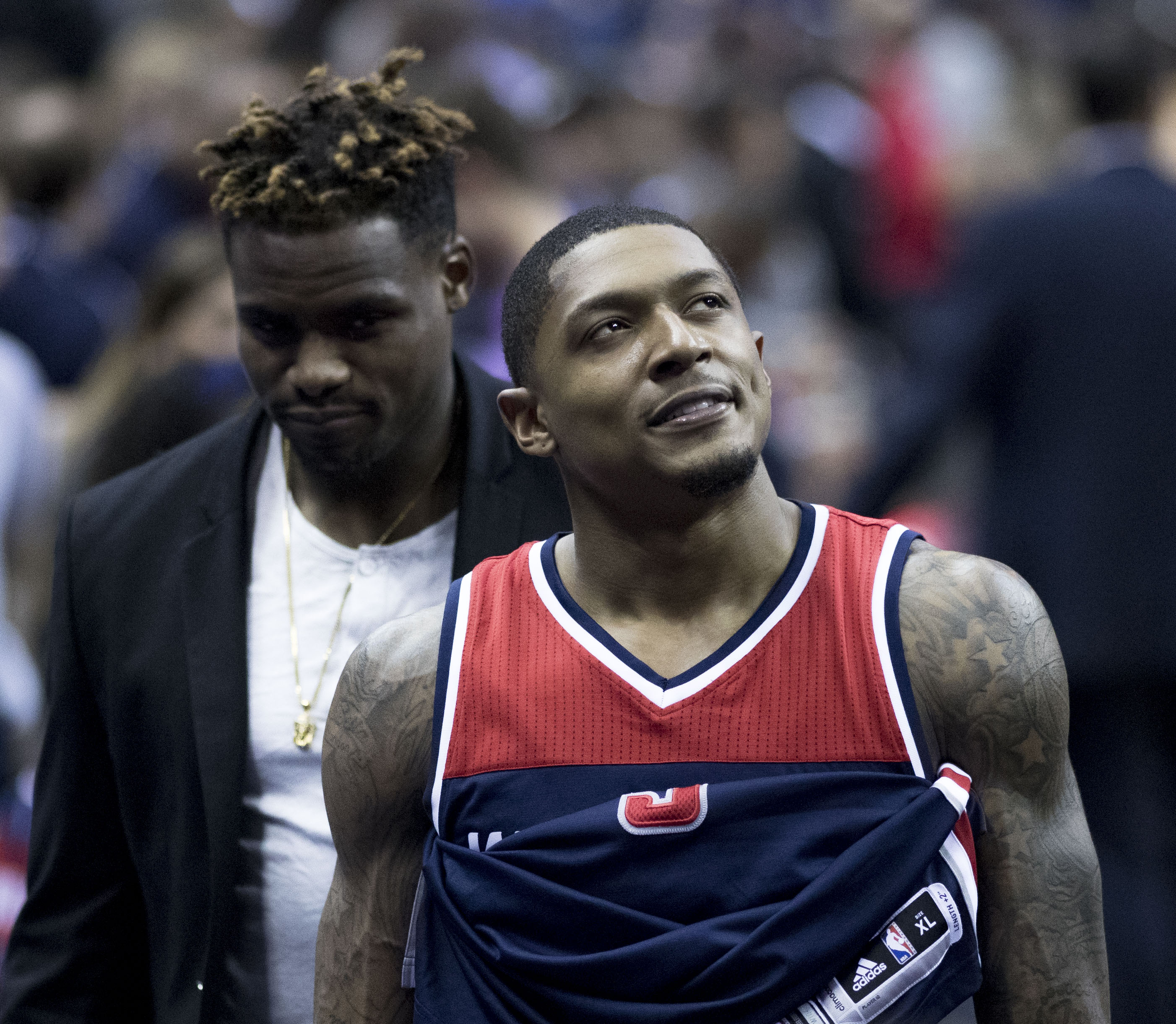
Podczas spotkania z Cleveland Cavaliers (2017).

Stan na 27 czerwca 2023, na podstawie, o ile nie zaznaczono inaczej.
NCAA
- Uczestnik rozgrywek Elite 8 turnieju NCAA (2012)
- Zaliczony do:
  - I składu:
    - SEC (2012)
    - turnieju SEC (2012)
    - najlepszych pierwszorocznych zawodników SEC (2012)

NBA
- Laureat NBA Cares Community Assist Award (2019)[20]
- Uczestnik:
  - meczu gwiazd NBA (2018, 2019[21], 2021[22])
  - Rising Stars Challenge (2013, 2014)
  - konkursu rzutów za 3 punkty (2014, 2018)
- Zaliczony do:
  - I składu:
    - debiutantów NBA (2013)[23]
    - letniej ligi NBA (2012)

  - III składu NBA (2021)[24]
- Lider sezonu regularnego NBA w średniej minut, spędzanych na parkiecie (2019)
- Zawodnik tygodnia (2.01.2018)
- Debiutant miesiąca (grudzień 2012, styczeń 2013)

Reprezentacja
- Mistrz:
  - świata U–17 (2010)
  - Ameryki (2009)
- MVP mistrzostw:
  - świata U–17 (2010)
  - Ameryki U–16 (2009)
- Zaliczony do I składu:
  - mistrzostw:
    - świata U–17 (2010)
    - Ameryki U–16 (2009)
    - turnieju Nike Global Challenge (2010)

## Statystyki

### NCAA
Na podstawie Sports-Reference.com (ang.)
| Sezon   | Drużyna        | M  | S5 | MPG  | FG%   | 3P%   | FT%   | RPG | APG | SPG | BPG | PPG  |
| ------- | -------------- | -- | -- | ---- | ----- | ----- | ----- | --- | --- | --- | --- | ---- |
| 2011/12 | Florida Gators | 37 | –  | 34,2 | 44,5% | 33,9% | 76,9% | 6,7 | 2,2 | 1,4 | 0,8 | 14,8 |
| Razem   |                | 37 | –  | 34,2 | 44,5% | 33,9% | 76,9% | 6,7 | 2,2 | 1,4 | 0,8 | 14,8 |

### NBA
Stan na koniec sezonu 2023/24, na podstawie.

#### Sezon regularny
| Sezon   | Drużyna    | M   | S5  | MPG  | FG%   | 3P%   | FT%   | RPG | APG | SPG | BPG | PPG  |
| ------- | ---------- | --- | --- | ---- | ----- | ----- | ----- | --- | --- | --- | --- | ---- |
| 2012/13 | Washington | 56  | 46  | 31,2 | 41,0% | 38,6% | 78,6% | 3,8 | 2,4 | 0,9 | 0,5 | 13,9 |
| 2013/14 | Washington | 73  | 73  | 34,7 | 41,9% | 40,2% | 78,8% | 3,7 | 3,3 | 1,0 | 0,2 | 17,1 |
| 2014/15 | Washington | 63  | 59  | 33,4 | 42,7% | 40,9% | 78,3% | 3,8 | 3,1 | 1,2 | 0,3 | 15,3 |
| 2015/16 | Washington | 55  | 35  | 31,1 | 44,9% | 38,7% | 76,7% | 3,4 | 2,9 | 1,0 | 0,2 | 17,4 |
| 2016/17 | Washington | 77  | 77  | 34,9 | 48,2% | 40,4% | 82,5% | 3,1 | 3,5 | 1,1 | 0,3 | 23,1 |
| 2017/18 | Washington | 82  | 82  | 36,3 | 46,0% | 37,5% | 79,1% | 4,4 | 4,5 | 1,2 | 0,4 | 22,6 |
| 2018/19 | Washington | 82  | 82  | 36,9 | 47,5% | 35,1% | 80,8% | 5,0 | 5,5 | 1,5 | 0,7 | 25,6 |
| 2019/20 | Washington | 57  | 57  | 36,0 | 45,5% | 35,3% | 84,2% | 4,2 | 6,1 | 1,2 | 0,4 | 30,5 |
| 2020/21 | Washington | 60  | 60  | 35,8 | 48,5% | 34,9% | 88,9% | 4,7 | 4,4 | 1,2 | 0,4 | 31,3 |
| 2021/22 | Washington | 40  | 40  | 36,0 | 45,1% | 30,0% | 83,3% | 4,7 | 6,6 | 0,9 | 0,4 | 23,2 |
| 2022/23 | Washington | 50  | 50  | 33,5 | 50,6% | 36,5% | 84,2% | 3,9 | 5,4 | 0,9 | 0,7 | 23,2 |
| 2023/24 | Phoenix    | 53  | 53  | 33,3 | 51,3% | 43,0% | 81,3% | 4,4 | 5,0 | 1,0 | 0,5 | 18,2 |
| Razem   |            | 748 | 714 | 34,6 | 46,3% | 37,5% | 82,2% | 4,1 | 4,3 | 1,1 | 0,4 | 21,9 |

#### Play-offy
| Sezon | Drużyna    | M  | S5 | MPG  | FG%   | 3P%   | FT%   | RPG | APG | SPG | BPG | PPG  |
| ----- | ---------- | -- | -- | ---- | ----- | ----- | ----- | --- | --- | --- | --- | ---- |
| 2014  | Washington | 11 | 11 | 41,6 | 42,4% | 41,5% | 79,6% | 5,0 | 4,5 | 1,6 | 0,6 | 19,2 |
| 2015  | Washington | 10 | 10 | 41,8 | 40,5% | 36,5% | 83,1% | 5,5 | 4,6 | 1,6 | 0,7 | 23,4 |
| 2017  | Washington | 13 | 13 | 38,8 | 47,1% | 28,7% | 82,0% | 3,4 | 2,7 | 1,6 | 0,6 | 24,8 |
| 2018  | Washington | 6  | 6  | 36,0 | 45,4% | 46,7% | 87,0% | 3,3 | 2,8 | 1,2 | 0,3 | 23,2 |
| 2021  | Washington | 5  | 5  | 39,0 | 45,5% | 21,9% | 86,1% | 6,2 | 4,2 | 0,8 | 0,6 | 30,0 |
| 2024  | Phoenix    | 4  | 4  | 38,5 | 44,1% | 43,5% | 80,0% | 2,8 | 4,5 | 0,8 | 0,3 | 16,5 |
| Razem |            | 49 | 49 | 39,7 | 44,2% | 35,3% | 82,8% | 4,4 | 3,8 | 1,4 | 0,6 | 22,9 |